# Portal Américas
El Portal Américas, inaugurado en el año 2003, es una de las estaciones de cabecera de TransMilenio, sistema de transporte masivo de Bogotá en Colombia.

## Ubicación
El Portal Américas está ubicado en el sector suroccidental de la ciudad, más específicamente sobre la Avenida Ciudad de Cali con Avenida Ciudad de Villavicencio en la localidad de Kennedy, sin embargo gran parte de sus rutas alimentadoras pertenecen a la localidad de Bosa.
Atiende la demanda de los barrios Las Margaritas, Tintalito, Dindalito, Gran Britalia I y sus alrededores.
En las cercanías están el Centro Comercial Milenio Plaza, SuperCADE Américas, los Centros Educativos Distritales Jaime Garzón y Durán Dussan.

## Origen del nombre
La estación recibe su nombre por ser la estación de cabecera de la línea Américas de TransMilenio. 
Se proyecta que, para cuando sea inaugurada la troncal de TransMilenio por la Avenida Ciudad de Cali, desde el Portal Américas hasta el Portal Suba, las estaciones desde la Biblioteca Tintal hasta el Portal Américas dejarán de pertenecer a la Zona F y pasarán a la nueva zona de la Avenida Cali. Así mismo, se espera que en ese momento el Portal sea renombrado, asociando su nuevo nombre con la nueva troncal a la que pertenecerá.

## Historia
En diciembre del año 2003, se puso en funcionamiento el Portal Américas, cuando aún estaba en obra el ramal de la Avenida Ciudad de Cali, siendo la quinta estación de cabecera del sistema TransMilenio en ser puesta en funcionamiento.
En mayo de 2004, al ponerse en funcionamiento las estaciones de Biblioteca Tintal y Patio Bonito, el Portal Américas, entró en operaciones normalmente en una de sus tres plataformas construidas.
En julio de 2006, se pone en funcionamiento la segunda plataforma con una nueva redistribución de servicios tanto troncales como alimentadores para prestar una mejor atención a los cerca de 70.000 usuarios que atiende diariamente este portal.
El Portal Américas cuenta con un amplio servicio de Cicloparqueo, siendo la primera estación de cabecera del sistema en contar con esta facilidad. Además anexo al portal se encuentra el Super CADE (Supermercado de Servicios Públicos) de Las Américas, por lo que los usuarios pueden realizar sus trámites en el Super CADE pero es necesario salir del portal para ingresar al CADE Lo que obliga a cancelar otro tiquete.
Durante las protestas en Colombia de 2021, el Portal Américas, al ser un punto de reunión de los manifestantes fue denominado por los mismos como «Portal de La Resistencia».

## Servicios del portal

### Servicios troncales
| Tipo                                            | Rutas al Norte | Rutas al Oriente |
| ----------------------------------------------- | -------------- | ---------------- |
| Ruta fácil                                      |                | 5                |
| Expresos todos los días todo el día             | A60 E32        | J23              |
| Expresos lunes a sábado todo el día             | B28            | M51              |
| Expresos lunes a sábado hora pico de la mañana  | B26            |                  |
| Expresos lunes a viernes hora pico de la mañana | A61            |                  |
| Rutas que finalizan recorrido                   |                |                  |
| Ruta fácil                                      | 5              | 5                |
| Expresos todos los días todo el día             | F23 F32 F60    | F23 F32 F60      |
| Expresos lunes a sábado todo el día             | F28 F51        | F28 F51          |
| Expresos lunes a sábado hora pico de la tarde   | F26            | F26              |
| Expresos lunes a viernes hora pico de la tarde  | F61            | F61              |

### Esquema
| Norte →               |                       |         |                        |        |                       |                       |                   |         |
| Llegada alimentadores | Llegada alimentadores | 9.8     | 9.8                    | 9.8    | 9.9                   | 9.5                   | 9.5               | 9.2     |
|                       |                       |         |                        |        | Plataforma 3          |                       |                   |         |
| Llegada troncales     | Llegada troncales     | B26     |                        | Puente |                       | Llegada troncales     | Llegada troncales | B28     |
| Norte →               | Norte →               | Norte → | Norte →                | Puente | Norte →               | Norte →               | Norte →           | Norte → |
| Llegada alimentadores | Llegada alimentadores | 9.11    | 9.11                   | Puente | Llegada alimentadores | Llegada alimentadores | 9.7               | 9.3     |
|                       |                       |         |                        | Puente | Plataforma 2          |                       |                   |         |
| Llegada troncales     | Llegada troncales     | M51     |                        | Puente | 5                     | Llegada troncales     | Llegada troncales | J23     |
| Norte →               | Norte →               | Norte → | Norte →                | Puente | Norte →               | Norte →               | Norte →           | Norte → |
| Llegada alimentadores | Llegada alimentadores | 9.1     | 9.1                    | Puente |                       |                       | 9.4               | 9.10    |
|                       |                       |         |                        | Puente | Plataforma 1          |                       |                   |         |
| Llegada troncales     | Llegada troncales     | A60A61  |                        | Puente |                       | Llegada troncales     | Llegada troncales | E32     |
| Norte →               | Norte →               | Norte → | Norte →                | Puente | Norte →               | Norte →               | Norte →           | Norte → |
|                       |                       |         | Avenida Ciudad de Cali |        |                       |                       |                   |         |

### Servicios alimentadores
Así mismo funcionan las siguientes rutas alimentadoras:
- 9.1 circular al barrio Casablanca
- 9.2 circular al barrio Metrovivienda
- 9.3 circular al barrio Bosa La Libertad
- 9.4 circular al barrio Patio Bonito
- 9.5 circular al sector de la Avenida Tintal
- 9.7 circular al barrio Bosa La Independencia
- 9.8 circular al barrio Porvenir
- 9.9 circular al barrio Bosa Santafé
- 9.10 circular al barrio Roma
- 9.11 circular al barrio Franja Seca

### Servicios urbanos
Así mismo funcionan las siguientes rutas urbanas del SITP en los costados externos a la estación, circulando por los carriles de tráfico mixto sobre las avenidas Ciudad de Cali y Ciudad de Villavicencio, con posibilidad de trasbordo usando la tarjeta TuLlave:
| Código                                   | Sector            | Dirección                          | Rutas                                 |
| ---------------------------------------- | ----------------- | ---------------------------------- | ------------------------------------- |
| Sobre la avenida Ciudad de Cali          |                   |                                    |                                       |
| 022A08                                   | F Portal Américas | Av. C. de Cali - Av. Villavicencio | A518A532C147C157C509K527 787A 927 T62 |
| 023A08                                   | F Portal Américas | Av. C. de Cali - Av. Villavicencio | G147G509G518G527G535 14 787A 927      |
| Sobre la avenida Ciudad de Villavicencio |                   |                                    |                                       |
| 031A08                                   | F Portal Américas | Av. Villavicencio - Av. C. de Cali | C137D208L508 111 593                  |
| 211A08                                   | F Portal Américas | Av. Villavicencio - Av. C. de Cali | F414G137G208G508 111 593              |

### Servicios intermunicipales
A pesar de tener 3 plataformas para el servicio de los usuarios, el Portal Américas no posee servicios de buses intermunicipales, por estar ubicado en un populoso sector del suroccidente de la ciudad, lejos de las salidas de la misma.

## Ubicación geográfica
| Noroeste: Kennedy | Norte: Kennedy       | Nordeste: F Patio Bonito |
| Oeste: Kennedy    |                      | Este: Kennedy            |
| Suroeste: Bosa    | Sur: F Gran Britalia | Sureste: Kennedy         |